# Neufriedland
Neufriedland ist ein Teil von Altfriedland, einem Ortsteil der Gemeinde Neuhardenberg im Landkreis Märkisch-Oderland, Brandenburg. Die Amtsgeschäfte werden durch das Amt Seelow-Land getätigt. Das Dorf wurde zwischen 1802 und 1833 am Westrand des Oderbruchs gegründet.

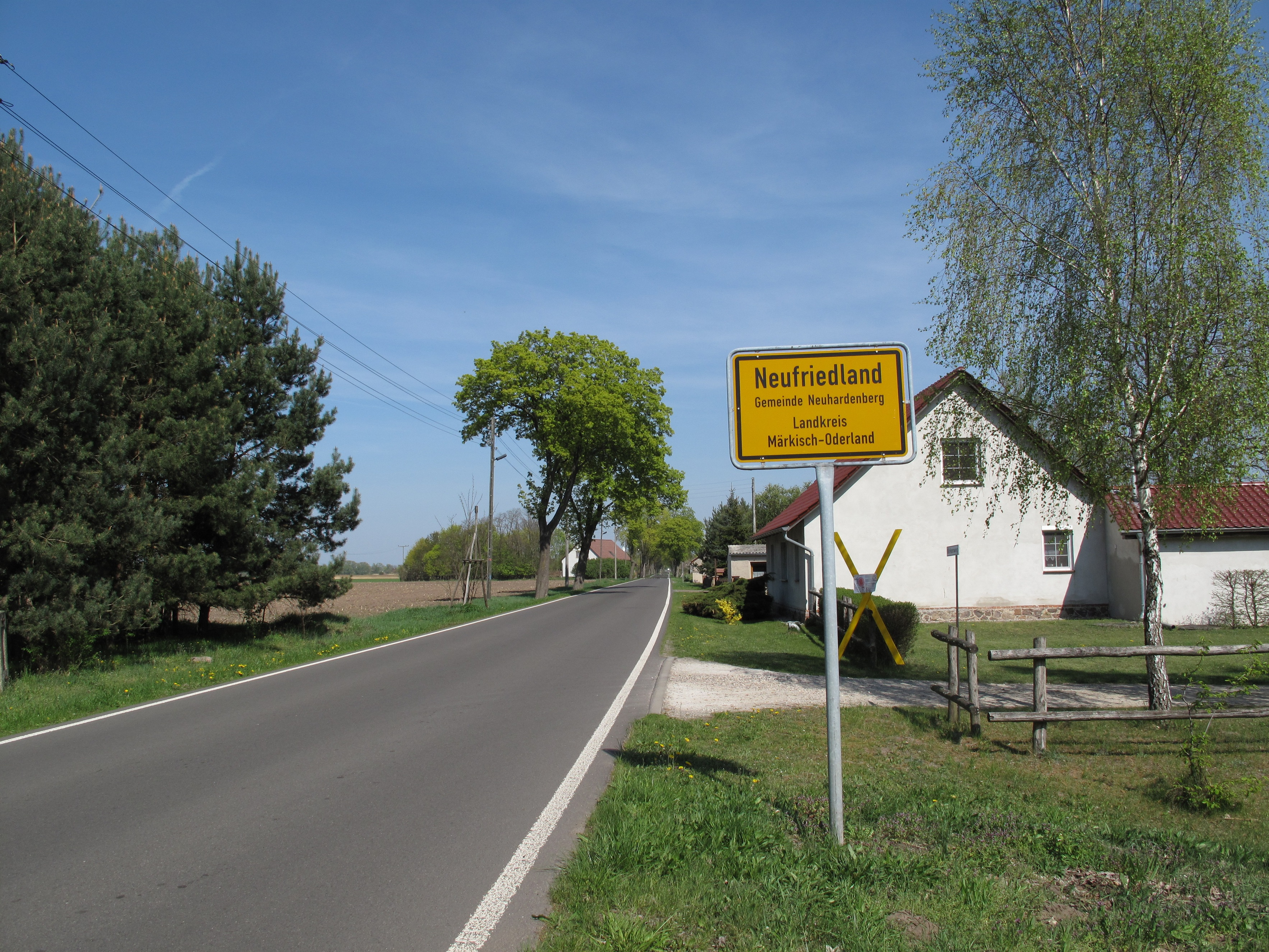
Westlicher Ortseingang an der L 34

## Geschichte
Während Altfriedland bereits 1271 als Vredeland (befriedetes Land) urkundlich erwähnt wird, ist Neufriedland eine Gründung des 19. Jahrhunderts. Zwischen 1802 und 1833 bauten die 29 Friedländer Gemeindemitglieder mehrere Höfe am Weg zwischen Gottesgabe und Wuschewier, die den Namen Neu-Friedland erhielten. Zur besseren Unterscheidung wurde daraufhin Friedland in Altfriedland umbenannt. Die Anlage der Höfe erfolgte wahrscheinlich im Zuge der Landseparation von 1806 zwischen Gut („Friedländer Herrschaft“, die die Klostergüter nach der Säkularisation übernommen hatte) und Gemeinde infolge der Bauernbefreiung. So führte das Preußische Statistische Landesamt die Besitzverhältnisse in Altfriedland im Einzelnen auf. Danach hatten beispielsweise zwischen 1816 und 1859
- der Bauer Chr. Liebenow von seinen 98 Morgen 13 Morgen bei der Separation dem Rittergut abgetreten, 22 nach Neufriedland verkauft, […].
- der Bauer Ludw. Gürtler von seinen 98 Morgen 2 M. nach Neufriedland abgezweigt und jetzt dem Rittergut verkauft.
- der Bauer Ludw. Raecke von seinen 98 Morgen 14 M. bei Separation an Rittergut, 18 M. nach Neufriedland verkauft, […].[2]

In den 1840er-Jahren bekam der Ort (vorübergehend) eine eigene Schule. Zur Ausstattung schenkte Gräfin von Itzenplitz 1836 der Schule ein Haus mit Scheune, Hofstelle nebst Garten und fünf Morgen Ackerland aus dem M. Bergschen Ackergut, das sie 1830 erworben hatte. 1845 wurden Neu- und Altfriedland kommunal getrennt, 1895 aber wieder zusammengeführt. 1910 wurden auch die Feldmarken Neufriedlands wieder der Gemarkung Altfriedlands zugeschlagen. 1927 waren in Neufriedland 13 Familien verzeichnet, Altfriedland insgesamt hatte zu dieser Zeit rund 700 Einwohner. Im Mai 1998 wurde Altfriedland mit seinem Teil Neufriedland in die Gemeinde Neuhardenberg eingegliedert.

## Lage und Ort

### Verkehrsanbindung

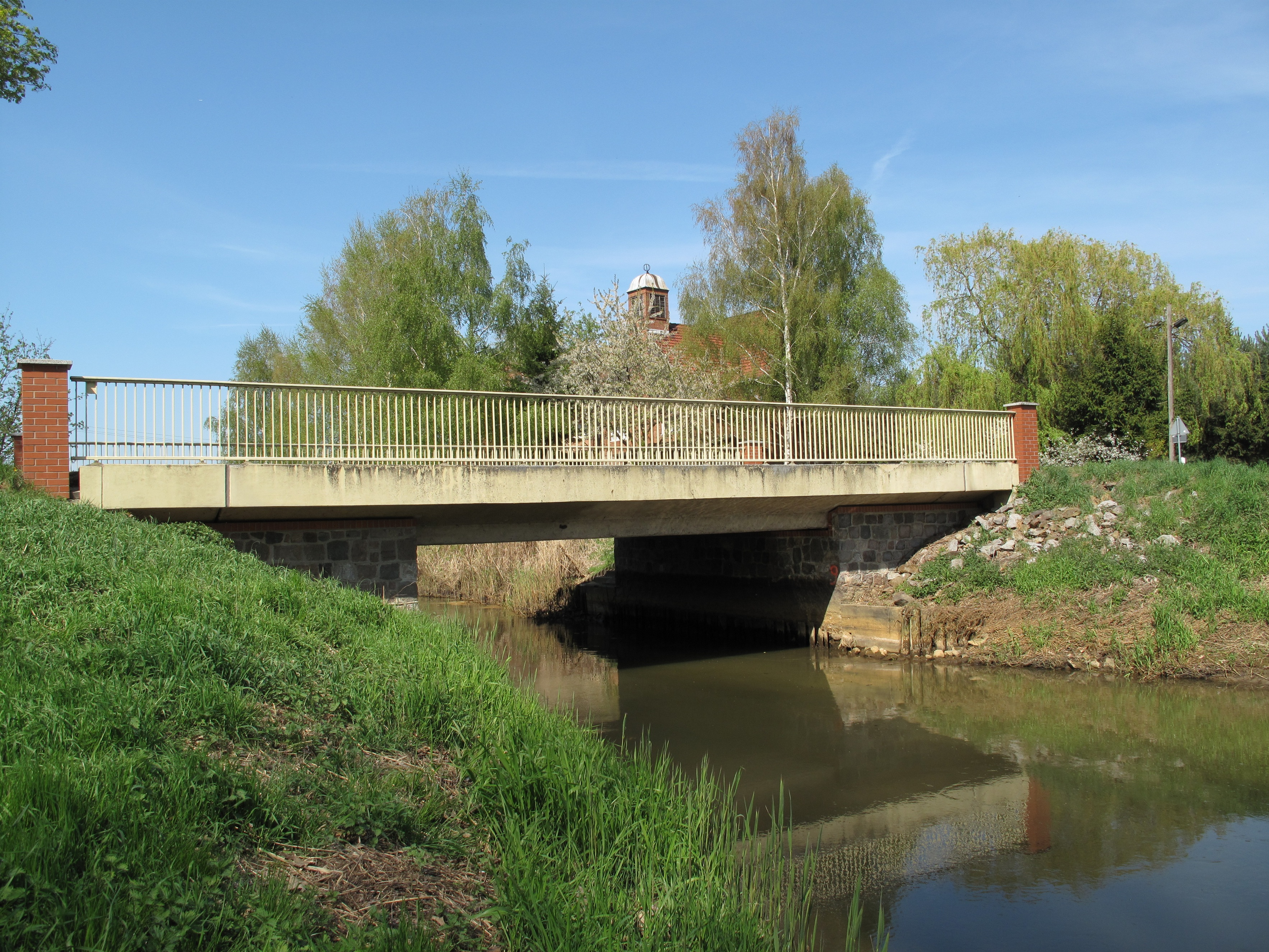
Brücke der L 34 über den Friedländer Strom, im Hintergrund Umspannwerk

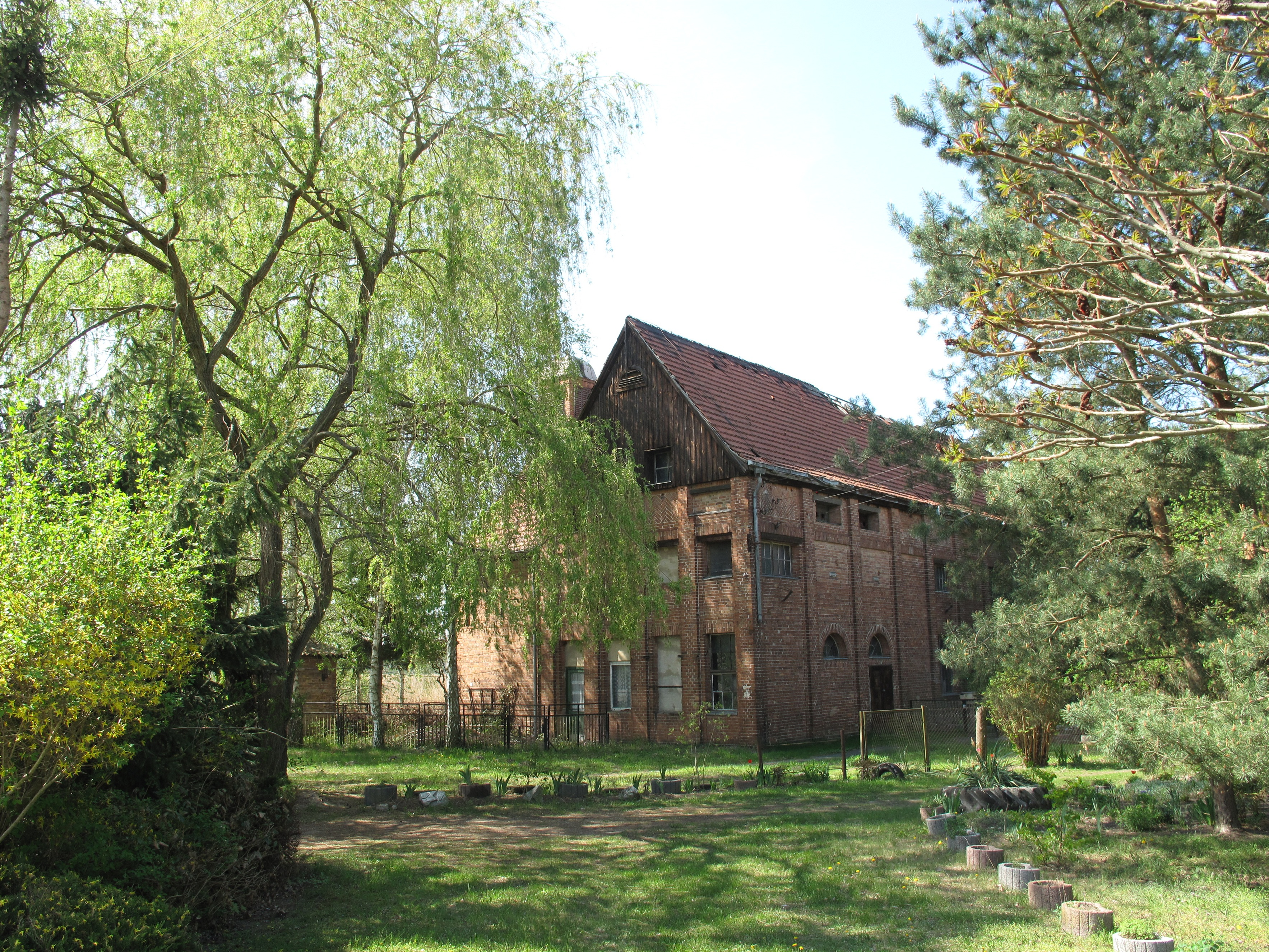
Zum Wohnhaus umgebautes ehemaliges Umspannwerk

Neufriedland besteht lediglich aus einigen wenigen Häusern, die an der Landesstraße 34 aufgereiht sind. Die Landesstraße bindet den Ort nach Westen an die Bundesstraße 167 beim Altfriedländer Teil Gottesgabe und nach Nordosten über Grube an Neutrebbin an. Größere Orte in der Nähe sind Wriezen im Nordwesten und Neuhardenberg im Südosten. Altfriedland liegt knapp zwei Kilometer südwestlich, ist aber als nach Norden schließendes Sackgassendorf per Straße nicht direkt erreichbar. Vielmehr muss das zwischenliegende Sumpf- und Seengebiet über Gottesgabe und dann zurück auf der B 167 zum Südeingang Altfriedlands weiträumig umfahren werden. Für Wanderer besteht eine direkte Wegeverbindung entlang des Stobbers.

### Naturraum und Ort
Der Ort liegt am Westrand des Oderbruchs und am Nordostausgang der glazialen Buckower Rinne (auch: Löcknitz-Stobber-Rinne), die die  Hochflächen Barnim und Lebuser Land trennt. Diese rund 30 Kilometer lange und zwei bis sechs Kilometer breite Rinne entwässert vom Niedermoor- und Quellgebiet Rotes Luch über Stobberbach/Löcknitz nach Südwesten zur Spree und über den Stobber nach Nordosten zur Oder. Südwestlich des Neufriedländer Ortskerns quert die Neufriedländer Brücke der L 34 den Friedländer Strom, der sich unmittelbar vor der Brücke durch den Zusammenfluss des Stobbers (früher Stobberow) mit dem Quappendorfer Kanal gebildet hat. Unmittelbar südlich des Zusammenflusses der Gewässer folgt das Nordufer des Kietzer Sees, dessen verlandetes Niedermoorgebiet in den 1960er-Jahren durch Aufstau und Eindeichung in die fischereiwirtschaftlich genutzten Altfriedländer Teiche umgewandelt wurde. Der wegen seiner geringen Tiefe 1938 nicht mehr befischbare See nahm 1751 – unmittelbar vor der Melioration des Oderbruchs – 154 Hektar ein und wurde bei seiner Überformung auf eine Fläche von über 200 Hektar erweitert.  Mit den entstandenen Sekundärlebensräumen bilden die Gewässer das Zentrum des Europäischen Vogelschutzgebietes Altfriedländer Teich- und Seengebiet.
Nördlich der Neufriedländer Brücke zieht sich ein Rest des Sumpfgebiets entlang des hier begradigten Friedländer Stroms, dessen klares Wasser mit kaum wahrnehmbarer Strömung wie in einem Kanalbett durch das Feuchtgebiet zieht. Gleich hinter der Brücke steht ein vom Umspannwerk zum Wohnhaus umgebautes zweigeschossiges, ausladendes Gebäude mit löchrigem Dach, das 2008 noch bewohnt war. Die weitere Umgebung Neufriedlands wird von Feldern und Äckern bestimmt. Im Ort besteht ein Straußenhof mit rund vierzig Tieren, zudem soll es ein Wildschweingehege geben.